# Банік (Острава)
«Банік» Острава (чеськ. Baník Ostrava; baník перекладається як «шахтар») — професійний чеський футбольний клуб з міста Острава. 
Клуб відомий своїми агресивними фанатами, які ворогують передусім з фанами «Спарти» (Прага) й дружать з фанами польського клубу ГКС (Катовіце). Фанати відомі своєрідною легендарною кричалкою «Банік пічо!».

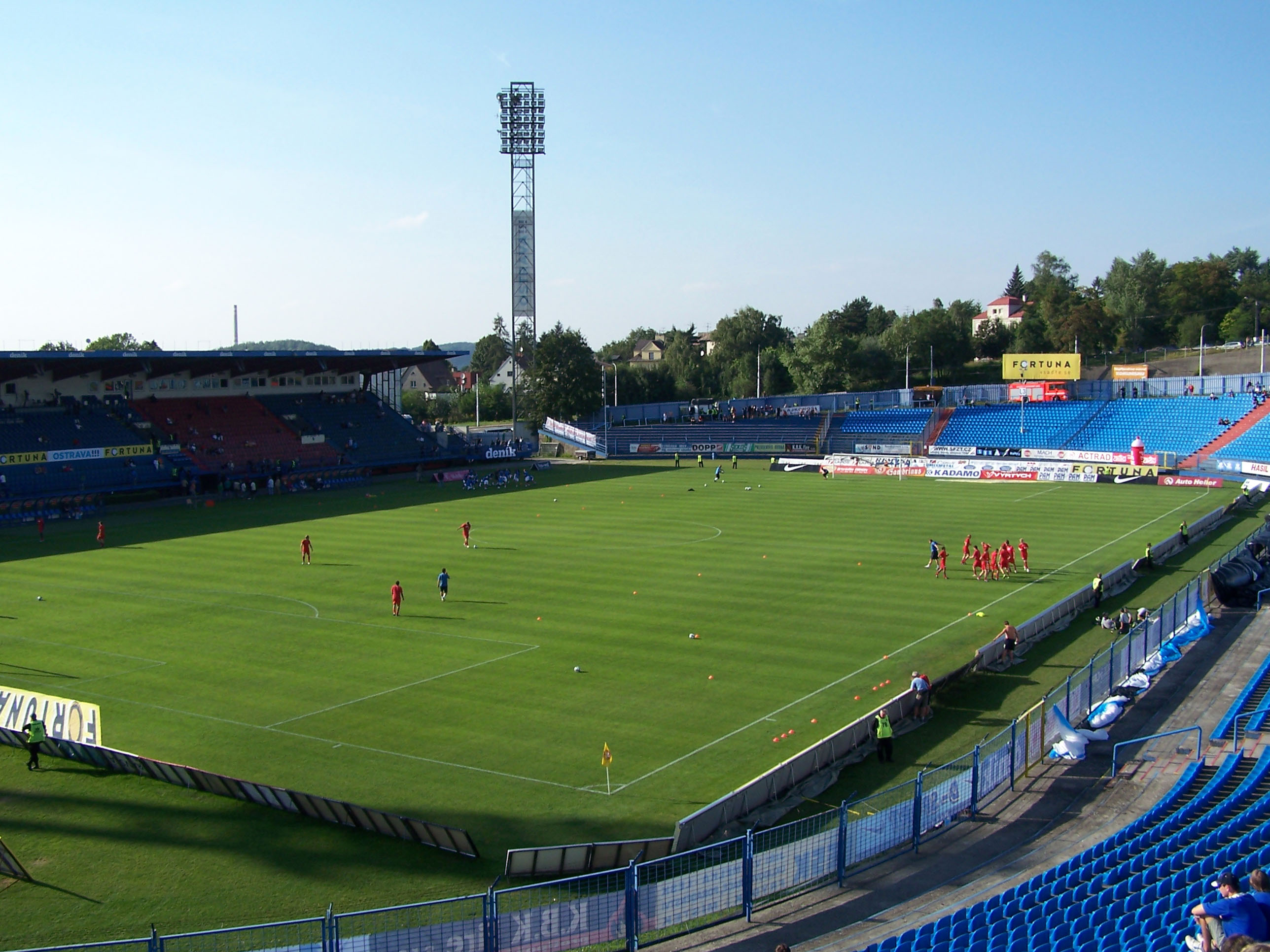
Стадіон «Базали»

## Досягнення
Перша ліга Чехословаччини
- Чемпіон (3): 1976, 1980, 1981
- Срібний призер (6): 1954, 1979, 1982, 1983, 1989, 1990

Кубок Чехословаччини
- Володар (3): 1973, 1978, 1991
- Срібний призер (1): 1979

Перша ліга Чехії
- Чемпіон (1): 2004

Кубок Чехії
- Володар (1): 2005
- Срібний призер (3): 2004, 2006, 2019

Кубок УЄФА:
- Чвертьфіналіст (1): 1974/75

## Найвідоміші гравці
- Мілан Барош
- Владімір Боузек
- Томаш Галасек
- Марек Гайнц
- Ян Лаштувка
- Зденек Поспех
- Франтішек Райторал
- Марек Янкуловський
- Радим Ржезник
- Вацлав Сверкош
- Павел Срнічек
- Рене Больф
- Мірослав Віцек
- Вернер Личка
- Вацлав Данек
- Радослав Латал